# Билярд Никола
Билярд Никола (на френски: Billard Nicolas) е игра на умения, от семейството на билярда, измислена през 1894 г. от Николас Редлър, чието име носи.

## Избобретател
Николас Редлър (1851 – 1919) е френският изобретател на „Билярд Никола“, чийто патент е регистриран на 30 юли 1894 г. за период от 15 години, под номер 240396, на името на Редлер (първото име не се споменава) и формулировката „Нова игра, на име билярд Николас“. Пълното резюме на патента е дадено в допълнението към списание L'Ingénieur civil от 15 март 1895 г.: „Нова игра, каза се Билярд Никола. – Състои се от маса, снабдена с ръб, до който са направени дупки, всяка от които е защитена от играч, който трябва да предотврати падането на топка, хвърлена върху масата, чрез духало в тази кухина“.

## Правила на игра
Играта се играе от четирима играчи, които след като са монтирали духалото си в една от опорите, се опитват да насочат, чрез насочване на въздушни струи, малка коркова топка към една от противоположните дупки и да я предпазят от падане в техните. Всяка поставена топка струва една точка на играча, който я е получил. След това той хвърля топката на пистата и играта продължава. Победител е този, който ще спечели най-малко точки.

## Разновидности
Таблата, на която се играе, може да има кръгла или друга форма (например триъгълна), а играчите да са 3, 4 или повече.